# Ајзол
Ајзол је град у Индији у држави Мизорам. Према незваничним резултатима пописа 2011. у граду је живело 291.822 становника.

## Становништво
Према незваничним резултатима пописа, у граду је 2011. живело 291.822 становника.
| 1991.   | 2001.   | 2011.   |
| ------- | ------- | ------- |
| 155.240 | 228.280 | 291.822 |